# DJMAX Respect
디제이맥스 리스펙트(DJMax Respect)는 로키 스튜디오가 개발하고 네오위즈 게임즈가 배급한 리듬 게임이다. 이 게임은 디제이맥스 시리즈의 최신작이다. 2017년에 플레이스테이션 4용으로, 2020년에 마이크로소프트 윈도우용으로, 2022년에 ID@Xbox의 일환으로 엑스박스 원과 엑스박스 시리즈 X/S용으로 출시되었다. 일본에서는 아크 시스템 웍스가 이 게임을 배급했다.
디제이맥스 리스펙트 V(DJMAX RESPECT/V로 표기)라는 이름의 PC 포팅 버전은 2019년 12월 19일에 스팀을 통해 출시되었으며, 2020년 3월 12일에 정식 출시되었다. 엑스박스 버전 V는 2022년 7월 7일에 출시되었다. 콘솔 버전, 엑스박스 라이브 윈도우 10 버전, 엑스박스 클라우드 게이밍 서비스를 통해 이용 가능하다. 이는 또한 엑스박스 콘솔에 출시된 최초의 디제이맥스 게임이기도 하다.

## 특징

발표 당시 공개된 샘플 스크린샷.

- 기본 게임에는 DJMAX Portable과 DJMAX Portable 2의 107곡과 RESPECT를 위해 새로 제작된 40곡이 포함되어 있다. RESPECT V에는 기본 게임에 5곡이 더 추가되었다.
- 지난 디제이맥스 게임들(Trilogy, Portable Clazziquai Edition, TECHNIKA, Portable BLACK SQUARE, TECHNIKA 2, TECHNIKA 3, Online [Emotional Sense], Portable 3, TECHNIKA TUNE 및 TECHNIKA Q)의 187곡 중 일부는 유료 레거시 다운로드 가능 콘텐츠 팩으로 제공되며, 이 팩에는 RESPECT를 위해 새로 제작된 9곡도 포함되어 있다.[4]
- RESPECT에서 49곡이 유료 콜라보레이션 DLC 팩으로 제공되며, 각 팩에는 커스터마이징 아이템도 포함되어 있다. 이 팩들은 리스펙트 V에서도 이용 가능하다.
- RESPECT V에는 확장 팩(RESPECT를 위해 새로 제작된 곡들로 구성)부터 콜라보레이션 팩까지 독점적인 다운로드 가능 콘텐츠 팩들이 포함되어 있으며, 총 200곡 이상과 40개의 커스터마이징 아이템이 있다.
- DJMAX RAY 및 탭소닉 스핀오프 게임 시리즈(탭소닉, 탭소닉 탑, 탭소닉 월드 챔피언 및 탭소닉 볼드)의 일부 곡은 래더 모드 시즌 업데이트를 통해 리스펙트 V에 주기적으로 추가된다.
- 이전 게임의 모든 배경 애니메이션은 1080p 해상도에서 초당 60프레임을 지원하도록 업데이트 및 리마스터되었다.
- 스코어링 시스템은 TECHNIKA 2와 TECHNIKA 3의 시스템을 반영하여 전면 개편되었다. 각 곡은 오리지널 PS4 버전의 경우 300,000점, 리스펙트 V의 경우 1,000,000점의 기본 점수를 가지며, 이는 피버 시스템에서 파생된 점수 배율을 사용하지 않고 달성할 수 있는 최대 점수이다.
- 온라인 배틀 모드에서는 두 명의 플레이어가 서로 최고 점수를 목표로 대결할 수 있다. 각 플레이어는 동시에 같은 곡의 다른 차트 난이도를 플레이할 수 있다.
- 인게임 도전 과제가 구현되었다. 도전 과제 시스템은 새로운 곡, 인터페이스 스킨, 온라인 프로필 액세서리 및 아트워크와 같은 인게임 콘텐츠를 잠금 해제하는 데 사용된다. 게임의 대부분의 플레이스테이션 네트워크 트로피, 스팀 도전 과제 및 엑스박스 도전 과제도 이 시스템에 연결되어 있다.

### 제거된 기능
- 온라인 리더보드 포함과 함께 균형을 맞추기 위해 이전 게임에 존재했던 특정 유형의 기어(예: Max LP, Anti-Break, Shield 및 확장된 Fever 배율)가 제거되었다.
- 피버 활성화 시 노트 속도 증가 및 고정이 제거되었다.
- 오토 피버는 더 이상 점수에 부정적인 영향을 미치지 않는다.

### 게임 모드
디제이맥스 리스펙트는 6가지 주요 게임 모드를 특징으로 한다.
- 아케이드: 플레이어가 프리스타일 모드에 아직 잠금 해제되지 않은 곡을 포함하여 무작위로 생성된 구매한 곡 목록에서 세 곡을 선택하는 표준 싱글 플레이어 모드이다.
- 프리스타일: 플레이어가 해당 모드에 잠금 해제된 모든 곡 목록에서 원하는 곡을 선택할 수 있는 자유 플레이 모드이다. 이 모드는 시리즈 최초로 로컬 경쟁 플레이를 제공한다.
- 미션: 특이한 이펙터, 점수 또는 콤보 요구 사항 충족 등 특정 조건으로 미리 정해진 곡 세트를 클리어해야 하는 모드이다.
- 온라인: 인터넷을 통해 전 세계의 다른 플레이어와 경쟁할 수 있는 멀티 플레이어 모드이다. 이 모드에는 플레이스테이션 플러스 구독이 필요하다.
- 랭킹: 플레이어가 전 세계 플레이어의 랭킹을 볼 수 있다. 플레이어가 인터넷에 연결되어 있는 한, 일반 플레이 중 점수는 온라인 리더보드에 자동으로 제출된다.
- 컬렉션: 플레이어가 프로필을 사용자 정의하고, 평생 통계 및 완료된 도전 과제를 보고, Portable 3의 "라운지 룸"과 유사하게 아트워크 및 뮤직 비디오와 같은 잠금 해제된 추가 콘텐츠를 볼 수 있다.

### 리스펙트 V 독점 기능
- 8-10개 키보드 플레이를 위한 새롭게 디자인된 SC 차트.
- 온라인 기능을 강조하는 새로운 게임 모드:
  - AIR 모드: 기존 PS4 버전의 아케이드 모드를 대체하며, 플레이어는 연속적인 무작위 재생 목록 세션에 참여하여 플레이하거나 다른 플레이어의 플레이를 관전하고 댓글을 남길 수 있다.
  - OPEN 모드: 기존 PS4 버전의 온라인 모드를 개선하여 최대 7명의 플레이어가 서로 최고 점수를 목표로 경쟁할 수 있다. 플레이어는 자신의 등급에 영향을 주지 않고 래더 모드를 호스팅할 수 있으며, 7명의 플레이어 모두 각 게임에서 패배한 플레이어를 대체하기 위해 셔플된다.
  - LADDER 모드: 두 명의 플레이어가 브론즈에서 그랜드마스터까지 등급을 올리기 위해 서로 경쟁하는 온라인 경쟁 모드이다. 플레이어 등급 리더보드, 픽앤밴, 클리어 패스가 포함된다. 첫 번째 시즌은 2021년 1월 28일에 시작되었다.
  - 스팀, 엑스박스 원, 엑스박스 시리즈 X/S, 엑스박스 라이브 윈도우 10/11 클라이언트 및 엑스박스 클라우드 게이밍 간 크로스플레이 가능.
- 리그 오브 레전드의 K/DA, 마시멜로, 포터 로빈슨 등 새로운 독점 곡들이 추가되었다.

## 평가
출시 당시, 디제이맥스 리스펙트는 리뷰 애그리게이터 웹사이트 메타크리틱에 따르면 비평가들로부터 "대체로 호의적인" 평가를 받았다.
PC 스팀, PC 엑스박스 라이브, 엑스박스 버전 게임은 XIGNCODE3이라는 안티 치트 소프트웨어를 사용한다는 점에서 비판을 받아왔다. 이 소프트웨어는 게임이 항상 온라인 상태여야 하므로 싱글 플레이를 할 때도 오프라인 플레이를 막는다.